# Planaltina, Brasilien
Planaltina är en ort och kommun i Brasilien.   Den ligger i delstaten Goiás, i den centrala delen av landet, 60 km nordost om huvudstaden Brasília. 